# Бјонас
Бјонас (итал. Bionaz) је насеље у Италији у округу Долина Аосте, региону Долина Аосте.
Према процени из 2011. у насељу је живело 27 становника. Насеље се налази на надморској висини од 1591 м.

## Становништво
| 1931. | 1936. | 1951. | 1961. | 1971. | 1981. | 1991. | 2001. | 2011. |
| ----- | ----- | ----- | ----- | ----- | ----- | ----- | ----- | ----- |
| 314   | 260   | 245   | 282   | 295   | 277   | 260   | 239   | 234   |